# HP OpenView
OpenView is een productreeks van Hewlett Packard, die bestaat uit een uitgebreide portfolio van producten voor netwerk- en systeembeheer.
Het wordt meest gewoonlijk omschreven als een 'suite' van software-applicaties die systeem- en netwerkbeheer op grote schaal van de IT onderdelen van een organisatie toelaten. Het bevat honderden optionele modules van HP, alsook duizenden van toeleveranciers, die goed passen in het goed omschreven raamwerk en die met elkaar communiceren.
Historisch gezien lag aan de basis van dit product de Network Node Manager (NNM), die voor een gebruiker grafische (GUI) diensten toeliet voor andere diensten die ermee geïntegreerd waren. Tegenwoordig wordt NNM gewoonlijk gebruikt vanwege zichzelf om een computernetwerk te beheren, waar mogelijk in samenwerking met andere producten, zoals CiscoWorks van Cisco.
HP schafte in 2005 Peregrine Systems en diens leidinggevende IT-onderdeel met daaronder de portfolio van het dienstenbeheer aan. Het zal in het HP Openview bedrijfsonderdeel geïntegreerd worden om een begrijpelijke software-matige oplossing voor verspreid beheer van grote ondernemingen te produceren.

## Producten
- OpenView Network Node Manager (OV NNM)
- OpenView Operations (OVO) — systeem- en applicatievoorziening gebruikmakend van agents
  - for Windows (OVOW) (voorheen VantagePoint Operations for Windows)
  - for Unix 8.1 (OVOU) (voorheen VantagePoint Operations for Unix, sometimes referenced as ITO)
- OpenView ServiceCenter (voorheen Peregrine ServiceCenter)
- OpenView AssetCenter (voorheen Peregrine AssetCenter)
- OpenView Service Desk (OVSD)
- OpenView Internet Services (OVIS)
- OpenView Service Navigator
- OpenView Transaction Analyzer (OVTA)
- OpenView SOA Manager
- OpenView Reporter
- Prestatie
  - OpenView Performance Agent (OVPA)
  - OpenView Performance Insight (OVPI)
  - OpenView Performance Manager (OVPM)
  - OpenView Performance Monitor
- Opslag
  - OpenView Storage Area Manager (OV SAM)
  - OpenView Storage Data Protector
  - OpenView Storage Mirroring
  - OpenView Storage Mirroring Exchange Failover Utility
- OpenView Dashboard (voorheen Service Information Portal (SIP) — voorziet in een webportaal voor OpenView management producten)
- OpenView TeMIP — Een OSS-dienst van Telecoms (voorheen gewoon bekend als TeMIP toen het in het bezit was van Compaq-Digital Equipment Corporation)
- OpenView Service Activator (OVSA)
- OpenView Select Access — veilige en betrouwbare toegang tot kritische informatie.
- OpenView Select Identity (OVSI) — Gecentraliseerd beheer van gebruikersidentiteiten en toegangsrechten gedurende hun complete levenscyclus.
- OpenView Smart Plug-in (SPI) — er zijn toevoegingen voor OpenView Operations en OpenView Network Node Manager die de mogelijkheden van producten uitbreiden naar andere onderdelen van beheergebieden van producten van toeleveranciers; onderstaand is een lijst van SPI's voor OpenView Operations:
  - HP OpenView SPI voor BEA Tuxedo
  - HP OpenView SPI voor BEA WebLogic
  - HP OpenView SPI voor BEA WebLogic Integration
  - HP OpenView SPI voor Databases (Oracle, Microsoft SQL Server, Sybase, and Informix)
  - HP OpenView SPI voor IBM DB2
  - HP OpenView SPI voor IBM WebSphere Application Server
  - HP OpenView SPI voor Microsoft Exchange
  - HP OpenView SPI voor Microsoft Windows
  - HP OpenView SPI voor MySQL DB
  - HP OpenView SPI voor Oracle Application Server
  - HP OpenView SPI voor PeopleSoft
  - HP OpenView SPI voor Remedy ARS Integration
  - HP OpenView SPI voor SAP
  - HP OpenView SPI voor Storage Area Manager
  - HP OpenView SPI voor TIBCO
  - HP OpenView SPI voor UNIX OS
  - HP OpenView SPI voor Web Servers
- Network Node Manger SPIs
  - Network Node Manager SPI voor geavanceerde routering
  - Network Node Manager SPI voor IP Telephonie
  - Network Node Manager SPI voor LAN/WAN scheiding
  - Network Node Manager SPI voor MPLS VPN
  - Network Node Manager SPI voor multicast IP
- HP Openview Radia: HP schafte Novadigm aan en diens Radia familie van producten voor bureaubladbeheer in april 2004:[1]
  - HP OpenView Software Manager gebruikmakend van Radia
  - HP OpenView Application Manager gebruikmakend van Radia
  - HP OpenView Inventory Manager using Radia
  - HP OpenView OS Manager using Radia
  - HP OpenView Patch Manager using Radia
  - HP OpenView Usage Manager

## IUM
HP OpenView Beheerder voor Internet Verbruik (HP OpenView Internet Usage Manager kortweg IUM) is een mediar converteringsproduct van HP.
IUM verzamelt, aggregeert en correleert data die gebruikt is geworden over uw netwerk en infrastructuur van diensten en het vertegenwoordigt de gegevens in een open, door de gebruiker in te stellen, formaat. IUM staat u toe berekeningsystemen gebaseerd op verbruik te implemteren, capaciteit te beheren en gedrag van abonnees te analyseren om strategische programma's voor de markt en winstgevende diensten met toegevoegde waarde te ontwikkelen.

## Gebruikersgroepen
OpenView Forum International is de primaire gebruikersgroep die de gemeenschap van OpenView-gebruikers vertegenwoordigt. Als toevoeging op de meeste diensten die men zou verwachten van een gebruikersgroep, is OpenView Forum International verantwoordelijk voor het organiseren van de jaarlijkse Internationale OpenView Forum—een conferentie die ontwikkeld is voor HP OpenView producten.
Terwijl het niet een eigenlijke "gebruikersgroep" is, is de ITRC een groep van gebruikers die informatie kan verschaffen en vragen kan beantwoorden over OpenView producten.  Het ITRC is een online forum met een soms verrassende diepaande expertise. Zie de externe link onderaan in het Externe links-gedeelte.